# La matrona
La matrona è un singolo della cantante italiana Margherita Vicario pubblicato il 26 maggio 2017.

## Video musicale
Il video musicale del brano, diretto da Federico Cangianiello e che vede la partecipazione della giovane Margherita Imparato, è stato pubblicato contestualmente all'uscita del singolo sul canale YouTube della cantante.

## Tracce
Testi di Margherita Vicario.
1. La matrona – 3:37